# 阮成発
阮 成発（げん せいはつ、ルアン・チェンファー、1957年10月 - ）は、中華人民共和国の官僚・政治家。湖北省武漢市出身。現職は雲南省人民代表大会常務委員会主任。

## 経歴
1957年10月、湖北省武漢市で生まれる。1985年2月に武漢大学を卒業後、同年、武漢市人民政府弁公室に入局。1993年6月、武漢市人民政府副秘書長に就任。1995年9月、武昌区党委員会書記に就任。1997年12月、武漢市人民政府秘書長に昇格。1998年3月、同省黄石市党委副書記、市長に転任し、武漢市人民政府秘書長を退く。2001年11月、湖北省人民政府秘書長、弁公室主任に就任。2002年12月、襄樊市党委書記、市人大常委会主任に転じた。2004年9月、湖北省副省長に任命される。2007年6月、湖北省党委員会常務委員兼副省長を務めた後、2007年から2011年まで5年間、湖北省第一の都市で、かつて武漢市の市長、党委員会書記、市人大常委会主任を務めた。
2016年12月、党務に転じて雲南省に赴任し、雲南省党委副書記、雲南省副省長、省長代行に就任した。雲南省第13期人民代表大会第5回会議で1月21日、陳豪省長の辞職願を受理し、阮成発を省長に任命することが決定された。2020年11月20日、中国共産党中央委員会は阮成発を中国共産党雲南省委員会書記に任命した。2021年1月、雲南省人民代表大会常務委員会主任に就任。2021年10月19日に中国共産党雲南省委員会書記を解任された。
2021年10月23日、全国人民代表大会常務委員会は阮成発を第13期全国人民代表大会社会建設委員会副主任委員に任命した。